# 三遊亭好志朗
三遊亭 好志朗（さんゆうてい こうしろう、1973年10月9日 - ）は、日本の落語家、お笑いタレント。本名、小松 貴彦（こまつ たかひこ）。三遊亭好楽門下で、五代目円楽一門会所属の二ツ目。入門前の芸名は西村。
愛知県出身。かつてソーレアリアに所属していた。

## 来歴・人物
19歳のとき、突如芸人になるべく上京。25歳の時にボクシングのプロのC級ライセンスを取得したが、それに満足し翌日に引退。その後さまざまな遍歴を経て、33歳の時に再度芸人を目指す。かつては一人で「西村小松」という芸名で活動していたが、後に「西村」へと改名。
げんしじん事務所主催の「なかの発！一分ネタ王座決定戦」（2009年）と「なかの発！お笑い王座決定戦2012冬の陣」（2012年）で優勝。
R-1ぐらんぷり2013では準決勝に進出した。
2015年12月に 第6代目会長 牧伸二から第7代目会長 はたのぼるに代わって初めての 東京演芸協会主催の「第一回  はたのぼる賞」の大会で最高賞である、はたのぼる賞を受賞。
2016年5月、三遊亭好楽に弟子入りし、落語家に転身。9番弟子にあたる。ピン芸人時代の芸名をそのまま使い「三遊亭西村」と名付けられる。
2020年6月、二つ目昇進で「三遊亭好志朗」と改名した。。
2021年11月、二つ目昇進1年目にしてNHK新人落語大賞決勝進出。
2022年1月、BSフジ「Zabu-1グランプリ2022」出演。
2022年3月、第21回さがみはら若手落語家選手権準優勝。
2024年3月、第23回さがみはら若手落語家選手権 優勝。

## 芸風
漫談時代の経験を活かした、快調な語り口とさらりとした落語が特徴。
毒のあるまくらが色物時代からのファンにも好評。「何処かで好志朗」という移動形式の寄席で全国を回り、精力的に活動中。

## 特技
スナックのマスターモノマネ、辰吉丈一郎名シーン再現

## 受賞歴
- 2022年3月　第21回さがみはら若手落語家選手権 準優勝
- 2024年3月　第23回さがみはら若手落語家選手権 優勝[5]

## 出演

### テレビ
- エンタの天使（日本テレビ）- 2009年9月30日（第12回）、キャッチコピーは「軽快な毒舌タップ笑」
- 爆笑レッドシアター（フジテレビ） - 2010年5月26日『ホワイトシアター』
- 爆笑レッドカーペットトライアル（フジテレビ）- 2013年4月26日
- PON!（日本テレビ）- 2015年12月8日「お笑い数うちゃPON!」コーナー
- 令和3年度　NHK新人落語大賞(NHK)-2021年11月23日
- Zabu-1グランプリ2022（BSフジ） - 2022年1月29日

### ラジオ
- 寺島尚正 ラジオパンチ!（文化放送）
- ラジオ深夜便(NHK)
- NEXT名人寄席(NHK)

### ライブ
- レンコン寄席
- 大部屋ダイヤモンド
- ラ・ママ新人コント大会
- すっとこどっこい
- 東京ビタミン寄席
- バカ爆走！
- 他、多数

### 寄席
- 浅草東洋館
- お台場寄席
- 麻布十番寄席
- 巣鴨寄席
- 十条篠原演芸場
- 狸寄席
- 第24回大演芸まつり　東京演芸協会「ザ・エンタメ」
- 他、多数